# Брукс, Мо
Моррис Джексон Брукс-младший (англ. Morris Jackson Brooks Jr., 29 апреля 1954, Чарлстон, Южная Каролина) — американский политик, представляющий Республиканскую партию. Член Палаты представителей США от 5-го избирательного округа Алабамы (2011—2023).

## Биография
Окончил Дьюкский университет с двойной степенью бакалавра искусств по политологии и экономике. В 1978 году Брукс получил степень доктора права в школе права Алабамского университета. После его окончания работал в аппарате окружного прокурора в Таскалусе. В 1980 году вернулся в Хантсвилл и стал помощником окружного судьи Джона Дэвида Снодграсса.
В 1982 году избрался в Палату представителей Алабамы, переизбирался в 1986 и 1990 годах. В 1991 году Брукс был назначен окружным прокурором округа Мэдисон, но в 1992 году проиграл выборы демократу Тиму Моргану.
Специальный помощник генерального прокуроров Алабамы Джеффа Сешнса (1995—1996) и Билла Прайора (1996—2002). В 1996 году был избран в комиссию округа Мэдисон, переизбирался в 2000, 2004 и 2008 годах. В 2006 году участвовал во внутрипартийных выборах республиканцев на пост вице-губернатора Алабамы, занял третье место после Лютера Стрейнджа и бывшего казначея штата Джорджа Уоллеса-младшего.

### В Палате представителей США
В 2010 году баллотировался в Палату представителей США по пятому округу Алабамы против действующего конгрессмена Паркера Гриффита. Гриффит был избран в Конгресс в 2008 году как демократ, но 22 декабря 2009 года перешел в Республиканскую партию. На праймериз Брукс получил 51 % голосов избирателей против 33 % за Гриффита и 16 % за консервативного активиста Леса Филлипа. Он одержал победу на основных выборах в ноябре и стал первым со времен Реконструкции Юга республиканцем, избранным от этого округа.
15 мая 2017 года Брукс объявил об участии в довыборах в Сенат США от Алабамы. Он бросил вызов республиканцу Лютеру Стрэйнджу, которого губернатор Роберт Бентли назначил на место Джеффа Сешнса, возглавившего Министерство юстиции США. На праймериз республиканцев занял третье место после Стрэйнджа и бывшего члена Верховного суда штата Роя Мура.
Являлся членом крайне консервативного Кокуса свободы в Палате представителей.